# Verordnung (EG) Nr. 1107/2006 über die Rechte von behinderten Flugreisenden
Die Verordnung (EG) Nr. 1107/2006 des Europäischen Parlaments und des Rates vom 5. Juli 2006 über die Rechte von behinderten Flugreisenden und Flugreisenden mit eingeschränkter Mobilität ist eine Verordnung des Europäischen Parlamentes, die die Rechte von behinderten Flugreisenden und Flugreisenden mit eingeschränkter Mobilität stärkt. Die Verordnung hat zwei Anhänge. Sie trat am 26. Juli 2008 in Kraft.
Kritiker werfen der EU-Kommission vor, zentrale Bereiche des barrierefreien Fliegens nicht zu berücksichtigen. So ist auch in der neuen EU-Verordnung nicht geregelt, wie die Sanitärbereiche in europäischen Flugzeugen barrierefrei gestaltet werden sollen. Zwar werden die Luftfahrtunternehmen verpflichtet, Personen mit Mobilitätseinschränkungen zu den Toiletten zu helfen. Da die Sanitärbereiche jedoch für die eingesetzten Bordrollstühle zu klein sind, sind Menschen mit Gehbehinderungen nach wie vor von der Benutzung von Sanitärbereichen ausgeschlossen.

## Anhänge
In Anhang I sind die Hilfeleistungen unter der Verantwortung der Leitungsorgane von Flughäfen gelistet. Darunter fällt die Verpflichtung, Personen mit Mobilitätseinschränkungen in die Lage zu versetzen, „erforderlichenfalls zu den Toiletten zu gelangen“. Alle Informationen über den Flug müssen Passagieren in zugänglicher Form mitgeteilt werden.
In Anhang II sind die Hilfeleistungen des Luftfahrtunternehmens gelistet. Darunter fällt ebenfalls die Verpflichtung, Personen mit Mobilitätseinschränkungen in die Lage zu versetzen, „erforderlichenfalls zu den Toiletten zu gelangen“, sowie die Mitteilung von wesentlichen Informationen über einen Flug in zugänglicher Form.